# 上川辺村 (岐阜県)
上川辺村（かみかわべむら）は、かつて岐阜県加茂郡にあった村である。
現在の川辺町上川辺に該当する。

## 歴史
- 1868年（明治元年）- 上川辺村。
- 1889年（明治22年）7月1日 - 町村制により下麻生村と合併し麻川村が発足。
- 1893年（明治26年）4月27日 - 麻川村が分割し、上川辺村と下麻生村（ともに2代）となる。
- 1897年（明治30年）4月1日 - 分割合併により消滅。
  - 一部が川浦村、廿屋村、鹿塩村と合併し、三和村となる。
  - 残部は川辺村と合併、川辺町となる。

## 神社・仏閣
- 阿夫志奈神社
- 縣主神社